# Caldimonas manganoxidans
Caldimonas manganoxidans es una bacteria gramnegativa del género Caldimonas. Fue descrita en el año 2002. Su etimología hace referencia a oxidación de manganeso. Es aerobia y móvil por flagelo polar. Tiene un tamaño de 0,5-0,7 μm de ancho por 2,2-3,5 μm de largo. Catalasa y oxidasa positivas. Temperatura óptima de crecimiento de 50 °C. Forma colonias circulares, convexas, opacas y de color gris claro. Tiene gránulos de polihidroxibutirato. Se ha aislado del agua de fuentes termales en Japón. Esta especie se ha estudiado para la producción de polihidroxibutirato.